# Tahir Aydoğdu
Tahir Aydoğdu (Istanbul, 1959) és un virtuós turc qanun), músic i conferenciant. És conegut per fusionar el qanun i la música clàssica turca amb el jazz occidental i la música clàssica.

## Joventut
Aydoğdu va néixer a l'any 1959. Els seus estudis musicals van començar durant els anys de batxillerat quan va participar en nombrosos cors. El seu pare Gültekin Aydoğdu va ser el seu professor, que també va ser un destacat intèrpret de qanun a TRT Ankara Radio i director del Turkish Fasıl Ensemble. Aydoğdu és llicenciat al Departament de Física de la Universitat Tècnica de l'Orient Mitjà (METU) a Ankara.

## Carrera
Després dels seus estudis, Aydoğdu va començar la seva carrera com a intèrpret de qanun al TRT Ankara Radio Turkish Music Ensemble, una posició que ha continuat. Aydoğdu ha estat membre de diversos altres conjunts al llarg de la seva carrera. Va tocar amb l'Ensamble de Música Turca del Conservatori Estatal de la "Universitat Afyon Kocatepe", amb el vocalista i bendir Timucin Cevikoglu. Durant vuit anys, Aydoğdu va fer una gira pels Estats Units, Europa i Àsia amb el "Modern Folk Trio" (Modern Folk Üçlüsü), en representació de Turquia. Això va ser seguit per la seva associació amb l'"Asiaminor Jazz Ensemble". Això va portar Aydoğdu a gires durant un període de 10 anys en programes musicals i conferències durant una gira de 10 anys per Europa i els Estats Units. El 1999, va crear el seu propi "Ensemble Ancyra", amb l'objectiu de presentar diverses formes de música del món com el jazz i altres.
Aydoğdu va participar en diversos papers d'orquestra, dansa i música, en moltes actuacions de ballet com "Ali Baba & Forty Kharamies" (Ankara State Ballet & Opera Orchestra), el ballet de Turgay Erdener "Afife" (Presidential Symphony Orchestra) i "Harem" (arranjament musical). Al seu àlbum titulat Hasret va gravar una versió de "Take Five" del pianista de jazz Dave Brubeck. És conegut per la seva interpretació del "Kanun Concerto" de Hasan Ferit Alnar, que molt pocs músics són capaços d'interpretar.
L'abril de 2008, Aydoğdu va tocar al "Boston Turkish Film and Music Festival" amb Ara Dinkjian al ud, Ismail Lumanovski al clarinet i Seido Salifoski a la percussió/darbuka.
Aydoğdu ha impartit conferències sobre música a "Hochschule für Musik", "Theatre und Medien Hannover", "Kyrenia", METU, "Selçuk University" i "Gazi University". Va rebre el premi d'apreciació del Senat de METU (2001), i és membre de l'Associació Mundial de Címbal amb seu a Budapest. Els seus èxits són una assignatura de màster al Conservatori de Música Turca de la Universitat d'Ege.

## Llançaments de CD/vídeo de música
His music CD/video releases are:
- "Along the street" (Viena 1991)
- "Longanova" (Ankara 1997)
- "Cat’s Dream" (Ankara 1998)
- "Yahya Kemal in the music of Cinuçen Tanrıkorur" amb el compositor ud;
- "Balkanataolia" amb el cantant de jazz Yıldız İbrahimova;
- "From Sufi to Flamenco" amb el guitarrista holandès Eric Vaarzon Morel;
- "Afife" Ballet turc (2000)
- "Ferid Alnar"